# Hispasat 1B
El Hispasat 1B fue el segundo satélite de comunicaciones del operador español Hispasat. Durante la mayor parte de su vida en activo estuvo ubicado en la posición orbital geoestacionaria 30° Oeste.

## Historia
Hispasat 1A e Hispasat 1B fueron los dos primeros satélites del sistema del operador español de comunicaciones por satélite. Con una doble misión, civil y militar, ofrecían servicios a operadores de telecomunicaciones y radiodifusión, tanto en Europa como en América y en el norte de África.
El Hispasat 1A fue lanzado en septiembre de 1992 y el Hispasat 1B en julio de 1993. Desde su posición orbital geoestacionaria de 30° Oeste por encima del Océano Atlántico y cerca de la costa brasileña, fue el primer sistema europeo de satélites para suministrar capacidad transatlántica, cubriendo simultáneamente todos los países de América Latina y los Estados Unidos, áreas que tienen mucho en común, tanto culturalmente como lingüísticamente. El sistema de satélites multimisión de Hispasat consistía en una flota de cuatro satélites, un centro de control de misión cerca de Madrid y dos centros para la carga útil.
La vida útil estimada del Hispasat 1B era de 10 años, la cual expiró en 2003. En noviembre de ese mismo año se dio permiso para que el satélite fuese colocado en una órbita inclinada. Algunos transpondedores permanecieron activos para servicios no civiles hasta el 6 de junio de 2006 cuando el satélite salió de servicio el día 6 de junio de 2006 y fue transferido a una órbita cementerio.

## Lanzamiento
El lanzamiento del satélite al espacio tuvo lugar el 22 de julio de 1993 mediante un vehículo Ariane-44L H10+, desde el Centro Espacial de Kourou, en la Guayana Francesa, junto con el satélite hindú INSAT-2B. Tenía una masa de lanzamiento de 2.194 kg.

## Características
El Hispasat 1B estaba equipado con 16 transpondedores de banda Ku (más 6 de reserva) y 3 transpondedores de banda X (más 1 de reserva) para proporcionar servicios de telecomunicaciones en Europa y América del Norte y del Sur. La carga de banda X fue usada en misiones gubernamentales principalmente por el Ministerio de Defensa para comunicaciones con las fuerzas españolas.
El satélite fue construido por Matra Marconi Space y la plataforma estaba basada en la versión Eurostar-2000 de la serie Eurostar.